# Liste du patrimoine culturel immatériel de l'humanité en Afghanistan
Cet article recense les pratiques inscrites au patrimoine culturel immatériel en Afghanistan.

## Statistiques
L'Afghanistan ratifie la convention pour la sauvegarde du patrimoine culturel immatériel le 30 mars 2009. La première pratique protégée est inscrite en 2016.
En 2024, l'Afghanistan compte 4 éléments inscrits au patrimoine culturel immatériel, sur la liste représentative.

## Listes

### Liste représentative
Les éléments suivants sont inscrits sur la liste représentative du patrimoine culturel immatériel de l'humanité :
| Élément                                                                                            | Type | Subdivision | Année | Lien  | Notes | Illus. |
| -------------------------------------------------------------------------------------------------- | --- | ----------- | ----- | ----- | --- | ------ |
| Nawrouz, Novruz, Nowrouz, Nowrouz, Nawrouz, Nauryz, Nooruz, Nowruz, Navruz, Nevruz, Nowruz, Navruz | pratiques sociales, rituels et événements festifs                                                         |             | 2016  | 02097 | Partagé avec l'Azerbaïdjan, l'Inde, l'Irak, l'Iran, le Kazakhstan, le Kirghizistan, l'Ouzbékistan, le Pakistan, le Tadjikistan, le Turkménistan et la Turquie Étendu en 2024 à la Mongolie |        |
| Yaldā/Chella                                                                                       | pratiques sociales, rituels et événements festifs                                                         |             | 2022  | 01877 | Partagé avec l'Iran |        |
| La sériciculture et la production traditionnelle de soie pour tissage                              | connaissances et pratiques concernant la nature et l'univers savoir-faire liés à l’artisanat traditionnel |             | 2022  | 01890 | Partagé avec l'Azerbaïdjan, l'Iran, l'Ouzbékistan, le Tadjikistan, le Turkménistan et la Turquie                                                                                           |        |
| L'art de la fabrication et de la pratique du rubab/rabab                                           | arts du spectacle savoir-faire liés à l'artisanat traditionnel                                            |             | 2024  | 02143 | Partagé avec l'Iran, l'Ouzbékistan et le Tadjikistan |        |

### Patrimoine immatériel nécessitant une sauvegarde urgente
L'Afghanistan ne compte aucun élément listé sur la liste du patrimoine immatériel nécessitant une sauvegarde urgente.

### Registre des meilleures pratiques de sauvegarde
L'Afghanistan ne compte aucune pratique listée au registre des meilleures pratiques de sauvegarde.